# Rafael Iglesias (Leichtathlet)
Rafael Iglesias (Rafael Iglesias Borrego; * 5. Juli 1979) ist ein spanischer Langstreckenläufer, der sich auf den Marathon spezialisiert hat.
2006 kam er bei den Straßenlauf-Weltmeisterschaften in Debrecen auf den 43. Rang. 2007 belegte er bei seinem Debüt den 13. Platz beim Berlin-Marathon in 2:13:47 h. 2009 wurde er als Gesamtdritter beim Sevilla-Marathon nationaler Marathonmeister in 2:11:51 h und siegte beim San-Sebastián-Marathon in 2:10:55 h.

## Persönliche Bestzeiten
- 10.000 m: 28:47,94 min, 16. Juli 2006, Avilés
- 20-km-Straßenlauf: 1:01:00 h, 8. Oktober 2006, Debrecen
- Halbmarathon: 1:04:35 h, 9. September 2007, Lorca
- Marathon: 2:10:55 h, 29. November 2009, Donostia-San Sebastián